# Rosemary Goldie
Rosemary Goldie (Manly, 1º febbraio 1916 – Randwick, 27 febbraio 2010) è stata una teologa australiana, celebre per l'essere stata la prima donna a ricoprire alti incarichi nella Curia romana.

## Biografia
Rosemary Goldie nacque a Manly, Nuovo Galles del Sud, il 1º febbraio 1916 e venne cresciuta dalla nonna materna.
Frequentò le superiori all'Our Lady of Mercy College di Parramatta. Studiò letteratura inglese e letteratura francese all'Università di Sydney, e poi, con borse di studio, alla Sorbona di Parigi, prima e dopo la seconda guerra mondiale. Frequentò anche le lezioni di Jacques Maritain.
Dal 1946 al 1957 fu a Friburgo per Pax Romana e collaborò con i movimenti internazionali di studenti e intellettuali cattolici. Nel 1951 lavorò al primo congresso mondiale dell'apostolato dei laici e poi iniziò gli studi di teologia cattolica alla Pontificia università urbaniana. Nel 1952, invitata da Vittorino Veronese, si è trasferì a Roma per collaborare con il segretariato del Comitato permanente dei congressi internazionali per l'apostolato dei laici. Partecipò molto attivamente alla preparazione dei Congressi mondiali del 1957 e del 1967.
Nel 1964 papa Paolo VI la nominò uditrice del Concilio Vaticano II. Lo stesso pontefice nel 1966 la nominò segretaria del Consiglio per i laici e l'anno successivo vice-segretaria dello stesso dicastero.
Dal 1974 e al 1975 fu segretaria della commissione di studio "Le donne nella Chiesa e nella società", istituita da papa Paolo VI con il compito di studiare la specifica funzione della donna nella società, le relazioni uomo - donna, l'autentica promozione della donna e la posizione della donna nella Chiesa. Inoltre la commissione venne coinvolta nella preparazione, da parte della Santa Sede, di attività legate all'Anno Internazionale della donna nel 1975. Dal 1977 al 1986 insegnò all'Istituto Pastorale della Pontificia Università Lateranense. Dopo il suo ritiro continuò a collaborare con l'ateneo come tutor. Fu anche consultore del Pontificio consiglio per i laici e del Segretariato per la promozione dell'unità dei cristiani. Fece anche parte della delegazione della Santa Sede per le assemblee del Consiglio ecumenico delle Chiese di Uppsala del 1968 e di Canberra del 1991 e per la conferenza mondiale per l'Anno Internazionale della Donna avvenuta in Messico nel 1975.
Goldie servì sotto quattro papi: Giovanni XXIII, che la descrisse come la piccinina ("la piccola"), Paolo VI, che la definì come "la nostra collaboratrice", Giovanni Paolo I e Giovanni Paolo II che la visitò nel suo ufficio in Vaticano e che ricevette una copia della sua autobiografia. Conobbe il cardinale Joseph Ratzinger durante i suoi giorni a Roma.
Rosemary Goldie fu protagonista per cinque fecondi decenni della corrente storica contemporanea di "promozione del laicato", approfondita dal Concilio Vaticano II, e della nascita e sviluppo "ad experimentum" del Consiglio per i laici, nuovo organismo della Curia romana al servizio della crescente partecipazione dei fedeli laici nella comunione e missione della Chiesa.
Dopo il suo ritiro si trasferì nella Mount St Joseph's Home, una casa per anziani gestita dalle Piccole sorelle dei poveri di Ranwick. Nel luglio del 2008 ricevette la visita di papa Benedetto XVI, in Australia per la Giornata mondiale della gioventù.
Morì nella Mount St Joseph's Home di Ranwick il 27 febbraio 2010 all'età di 94 anni. Anche sua madre, trent'anni prima, era morta lì. Le esequie si tennero il 5 marzo nella cappella dell'istituto e furono presiedute dal cardinale George Pell. È sepolta nell'Eastern Suburbs Memorial Park di Matraville, presso Ranwick.
Il 13 febbraio 2018 le venne intitolata una sala conferenze dell'ambasciata australiana presso la Santa Sede. Nel corso di una cerimonia presieduta dal ministro della difesa australiana Marise Payne, alla presenza dell'ambasciatore Melissa Hitchman, nella nuova sala venne collocata una grande fotografia in bianco e nero che la ritrae seduta alla sua scrivania di lavoro.